# Conquista Online
Conquista Online (征服) es un videojuego de rol multijugador masivo en línea, producido por TQ Digital Entertainment. Este juego está disponible en inglés, francés, chino, árabe y español (Con MUCHAS faltas de ortografía). El paisaje del juego es en 2.5D, reproduce la China mitológica con personajes 3D. El juego tiene un estilo sencillo centrado en los combates, incorporando elementos comunes de los MMORPG como la riqueza, fama y desarrollo del personaje. En el juego, los jugadores pueden elegir entre 8 diferentes clases, participar en guerras de servidor.
El juego es compatible con Windows 7, Windows XP, Vista , Windows 8.1, Windows 10, Windows 11.

## Funcionalidad
Conquista tiene muchas características típicas de los MMORPG, como PvP, misiones o clanes. En el mapa entero de Conquista se permite matar a otros jugadores, excepto algunas ciudades en las que no se puede. Un personaje acumula 10 puntos PK por matar a otro. Sin embargo, matando a un enemigo de clan solo se acumulan 3 puntos PK. Matar un personaje de tu lista de enemigos solo sube 5 puntos PK. Cuando un jugador mata a otro o solo le ataca se le pone el nombre en azul intermitente para avisar a los otros personajes que estuvo involucrado en una pelea o asesinó a otro jugador. Los puntos PK bajan lentamente (1 punto por cada 6 minutos). El personaje que acumula 30 puntos PK se le pone el nombre en rojo, si este personaje es atacado en modo PK y es asesinado puede perder su equipamiento que tiene equipado (bloqueado o no), también se le puede caer el equipo del inventario si estas rojo (+ de 30 pk puntos) bloqueado o no bloqueado.
Un jugador con 100 puntos PK o más tendrá el nombre en negro y puede ser atacado sin necesidad de estar en modo PK, si este muere perderá todo su armamento si no lo bloquea a tiempo, todo el inventario, y será enviado a la cárcel. Si matas a algunos de estos personajes "PK" puede que ellos paguen por salir bajo fianza y te darán tal suma a ti. Para entrar a la guerra PK es necesario ser nivel 70. Dentro de este juego es posible casarse, obtener una casa, etc.

## Guerras de clan
Conquista permite a los jugadores de más de nivel 90 crear un clan en el juego, por 1 millón de yuanes (moneda del juego). Entrar a los clanes es gratuito y se puede entrar con cualquier nivel. Cada clan está dirigido por 1 Jefe y 5 Vicejefes.
Además, cada clan puede tener salones internos, con un jefe propio. Clanes suelen ser un lugar para conocer gente y recibir ayuda de ellos. Para salir de un clan, el personaje debe donar 20 mil yuanes (20 k) al clan, o ser expulsado por el jefe de clan.
Otra característica de Conquista es la guerra semanal de clanes. Cada clan debe ganar la guerra, capturando la pole para poder controlar el castillo. Los clanes deben atacar el castillo, (para entrar deben derrotar 1 de las 2 puertas del castillo) y atacar la pole. Cuando la barra de vida de la pole está vacía, el clan que ha infligido más daño a la pole controla el castillo, y debe proteger las puertas y la pole de los otros clanes hasta el final de la guerra. Una vez la guerra ha acabado, el clan que ha tenido la pole al acabar la guerra es el que la gana y obtiene algunos beneficios durante toda la semana hasta la siguiente guerra como poder entrar al castillo siempre que quieren. Tan solo el jefe del clan ganador puede abrir la puerta a la gente de otros clanes.

## Combates
Como la mayoría de MMORPG juegos, el sistema de subir de nivel es ganado puntos de experiencia. Estos son ganados al atacar monstruos. Después de acumular una cierta cantidad de puntos, el jugador sube de nivel, permitiéndole hacerse más fuerte. La cantidad de experiencia que se debe ganar para subir de nivel se va incrementando con cada nivel, hasta un nivel máximo ilimitado.
Una característica notable de conquista es que al llegar al nivel 120 (110 para taoísta de agua), pueden elegir renacer, y empezar otra vez desde el nivel 15. Las características de los renacidos son mejores.
El sistema de juego está diseñado para que reciban cosas extra los jugadores de nivel alto que ayudan a los de nivel bajo. Los puntos extra que ganan al ayudar a los noveles se llaman virtudes o –VPs-, los cuales pueden ser cambiados por objetos. Además, cuando los novatos consiguen plata que cae del jefe de grupo, este recibe una pequeña cantidad.
Aunque todos los jugadores pueden ayudar a otros, solo los de nivel más de 70 pueden recibir estos puntos, con la condición de que el personaje que ayudan sea 20 niveles menos. Al subir el novato de nivel, el jefe recibirá las virtudes.
La cantidad de virtudes ganadas va acorde con el nivel del novato, y estos solo dan virtudes si son nivel menos 70.

## Misiones
Las misiones son una parte de Conquista, pero no son necesarias como en otros MMORPG.
Las misiones están divididas en categorías basadas en el nivel del personaje y pueden ayudar a conseguir objetos raros, gemas o armas.
Algunas misiones están caracterizadas por el premio.

## Potencia
Un nuevo añadido del juego es la “potencia”. Este sistema asigna a cada jugador un número el cual es calculado desde varios factores: el nivel del personaje, cuantas veces ha renacido y en general la calidad del equipamiento y todo lo relacionado con él.
La potencia da muchas ventajas al que tienen mayor potencia. Una de las ventajas es, que el daño que recibe de otros personajes es reducido y el ataque a jugadores con menos potencia les causa más daño. Otra ventaja es el incremento de experiencia ganada al golpear.

## Personajes
El juego permite un personaje por servidor y persona, y el jugador debe elegir entre 8 diferentes clases: 
- Arquero (Asesino)
- Taoísta, en Lvl 40 se decide si es Taoísta de Fuego (habilidades de ataque) o Taoísta de Agua (habilidades de grupo)
- Ninja
- Troyano
- Guerrero
- Monje
- Guerrero de dragón
- Pirata
- Genio Aire

### Guerrero
Los guerreros son expertos en el uso de todas las clases de armas y de armaduras, y habilidades del combate. Son leales y audaces. Ellos lucha por la creencia, por su país y por lo que correcto. Ellos luchan con armaduras pesadas, y participan en combate sin final mientras se esconden en pesadas armaduras. El único usuario massensual quepierde el tiempo aquí es Barbarotrecientos.

#### Características
- Experto en el uso los escudos.
- Bueno en uso de la Habilidad Superhombre para matar a los enemigos con presión.

#### El avanzar de la profesión
| Nivel: | Artículo de Requisito: | Título Promovido: | Premio de Promoción:                |
| ------ | ---------------------- | ----------------- | ----------------------------------- |
| 15     | Ninguno                | Guerrero          | Habilidad xp                        |
| 40     | Ninguno                | Guerrero de Cobre | Escudo de Bejuco Lv40               |
| 70     | Esmeralda              | Guerrero de plata | Armadura Ligero normal              |
| 100    | Meteorito              | Guerrero de oro   | Gema de ArcoIris normal             |
| 110    | Caja de luna           | Guerreo Santo     | Arma de Calidad Superior con Sócalo |

### Troyano
Los Troyanos son fuertes también buenos en las armas y combaten habilidades. Ellos no temen a ningún daño ni peligro, pero algunos dicen que están asustados y tienen miedo a ser lastimados. Siempre atacan y matan a enemigos tan rápido que los enemigos nunca tienen la oportunidad de lastimarlos.

#### Características
- Velocidad en el ataque con armas
- Un HP más alto que otros caracteres.

#### El avanzar de la profesión
| Nivel: | Artículo de Requisito: | Título Promovido: | Premio de Promoción:                 |
| ------ | ---------------------- | ----------------- | ------------------------------------ |
| 15     | Ninguno                | Troyano           | Habilidad xp                         |
| 40     | Ninguno                | Troyano Victoria  | Puedes usar armas con las dos manos. |
| 70     | Esmeralda              | Troyano Tigre     | Armadura de Rabia de Lv70            |
| 100    | Meteorito              | Troyano Dragón    | Gema de ArcoIris normal              |
| 110    | Caja de luna           | Troyano Santo     | Arma de Calidad Superior con Sócalo  |

### Arquero
La velocidad de los arqueros nunca es baja; su habilidad con el arco y la flecha son extraordinarias. Golpean un blanco tan exacto como águila, son muy rápidos y al volar los enemigos no tienen ocasión de conseguir un golpe cercano. El único usuario que ha llegado al HIM en esta profesión ha sido mejorada.

#### Características
- Hace ataques lejanos y la velocidad es su mejor arma
- Habilidades ricas y diversas clases de flechas
- Volar en el aire
- Disparan varias flechas para así matar a una gran cantidad de enemigos o monstruos.

#### El avanzar de la profesión
| Nivel: | Artículo de Requisito:      | Título Promovido: | Premio de Promoción:                                  |
| ------ | --------------------------- | ----------------- | ----------------------------------------------------- |
| 15     | Ninguno                     | Arquero           | Ropa de Gamuza nivel 15 y Habilidad de volar primaria |
| 40     | Cinco Minerales De Euxenite | Arquero Águila    | Arco de Cuerno Único con un zócalo.                   |
| 70     | Esmeralda                   | Arquero Tigre     | Aprender Volar Secundaria y Flecha de Lluvia          |
| 100    | Meteorito                   | Arquero Dragón    | Gema de ArcoIris superior                             |
| 110    | Caja de luna                | Arquero de Oro    | Arma de Calidad Superior con Sócalo                   |

### Taoísta de Fuego
El Taoísta del dicho: del más sucio al más puro, del más malo al más noble, del más cruel al más bueno y del más breve al más filosofal, mientras que el dios omnipotente dijo,"Son solamente creadores de milagros." Aunque todo los Taoístas puede aprender habilidades del combate, solamente el Taoísta de fuego es el preferito entre ellos. Quizás sea por la magia, están siempre son generoso y no toleran ningún comportamiento malvado. Les dicen protectores la justicia y protegen la pureza del mundo, pero a veces matan a otros sin razón. Hay gente que dice que ellos no traen la pureza sino traen la destrucción del mundo.El único usuario que ha llegado al nivel HIM es esta profesión es lina8

#### Características
- Bueno en los ataques extendidos
- Alto daño mágico

#### El avanzar de la profesión
| Nivel: | Artículo de Requisito: | Título Promovido: | Premio de Promoción:                         |
| ------ | ---------------------- | ----------------- | -------------------------------------------- |
| 15     | Ninguno                | Taotista          | Aprender Relámpago y Túnica deTaoísta normal |
| 40     | Ninguno                | Monje de Fuego    | Aprender Volcán y Tizona de Taiji normal     |
| 70     | Esmeralda              | Mago de Fuego     | Una Vestido de Grúa normal                   |
| 100    | Meteorito              | Maestro de Fuego  | Gema de ArcoIris normal                      |
| 110    | Caja de luna           | Santo de Fuego    | Arma de Calidad Superior con Sócalo          |

### Taoísta de Agua
El Taoísta del dicho: del más sucio al más puro, del más malo al más noble, del más cruel al más bueno y del más breve al más Filosofal, mientras que el dios omnipotente dijo,"Son solamente creadores de milagros." Aunque todo los Taoístas puede aprender habilidades del combate, solamente el Taoísta de fuego es el preferito entre ellos. Quizás sea por la magia, están siempre son generoso y no toleran ningún comportamiento malvado. Les dicen protectores la justicia y protegen la pureza del mundo, pero a veces matan a otros sin razón. Hay gente que dice que ellos no traen la pureza sino traen la destrucción del mundo.El único usuario que ha llegado al nivel HIM es esta profesión es Taomi-kidO.

#### Características
- Revive a los jugadores muertos.
- recarga de vida para sí mismos u otros jugadores.
- Ayuda a los Compañeros de equipo.
- Tienen mucha defensa física pero no tiene ataque mágico

#### El avanzar de la profesión
| Nivel: | Artículo de Requisito: | Título Promovido: | Premio de Promoción:                            |
| ------ | ---------------------- | ----------------- | ----------------------------------------------- |
| 15     | Ninguno                | Taoísta           | Aprender Relámpago y Túnica deTaoísta normal    |
| 40     | Ninguno                | Taoísta de Agua   | Apreder Curativa de Lluvia Tizona De Taiji Norm |
| 70     | Esmeralda              | Mago de Agua      | Una Vestido de Grúa normal Aprender Revivir.    |
| 100    | Meteorito              | Maestro de Agua   | Gema de ArcoIris normal                         |
| 110    | Caja de luna           | Santo de Agua     | Arma de Calidad Superior con Sócalo             |

### Ninja
En comparación con otras profesiones, los Ninjas son los más rápidos, y poseen habilidades de ataque más devastadoras, mientras que tienen defensa más débil de todo. Los Ninjas son expertos en sigilos, especialmente en Guerrilleros. Con agilidad y reflejo excelente, los Ninja descartan el uso en armas pesadas. 

#### Características
- Con agilidad y reflejo excelente.
- Puede usar armas en dos manos.
- Puede usar habilidad de envenenar.

#### El avanzar de la profesión
| Nivel: | Artículo de Requisito: | Título Promovido: | Premio de Promoción:                                            |
| ------ | ---------------------- | ----------------- | --------------------------------------------------------------- |
| 15     | Ninguno                | Ninja             | Ropa de Ninja lvl 15                                            |
| 40     | Ninguno                | Segunda Ninja     | 1 Katana Lunar lvl 40 y Aprender DobleKatanazo.                 |
| 70     | Esmeralda              | Oscuro Ninja      | Vestido de Tigre lvl 70                                         |
| 100    | Meteorito              | Ninja Místico     | Gema de ArcoIris normal                                         |
| 110    | Caja de luna           | Ninja Maestro     | Arma de Calidad Superior con Sócalo y Aprender El BajaArqueros. |

### Guerreros
Los guerreros son expertos en el uso de todas las clases de armas y de armaduras, y habilidades del combate. Son leales y audaces. Ellos lucha por la creencia, por su país y por lo que correcto. Ellos luchan con armaduras pesadas, y participan en combate sin final mientras se esconden en pesadas armaduras. El único usuario que ha llegado al nivel HIM es esta profesión es Hieigunner.

#### Características
- Experto en el uso los escudos.
- Bueno en uso de la habilidad Superhombre para matar a los enemigos con presión.

#### El avanzar de la profesión
| Nivel: | Artículo de Requisito: | Título Promovido: | Premio de Promoción:                |
| ------ | ---------------------- | ----------------- | ----------------------------------- |
| 15     | Ninguno                | Guerrero          | Habilidad xp                        |
| 40     | Ninguno                | Guerrero de Cobre | Escudo de Bejuco Lv40               |
| 70     | Esmeralda              | Guerrero de plata | Armadura Ligero normal              |
| 100    | Meteorito              | Guerrero de oro   | Gema de ArcoIris normal             |
| 110    | Caja de luna           | Guerreo Santo     | Arma de Calidad Superior con Sócalo |

### Pirata
Los piratas son expertos en el uso de todas las clases de armas y de armaduras, y habilidades del combate. Son leales y audaces. Ellos lucha por la creencia, por su país y por lo que correcto. Ellos luchan con armaduras pesadas, y participan en combate sin final mientras se esconden en pesadas armaduras.

#### Características
- Experto en el uso los mosquete.
- Bueno en uso de la Habilidad bomba Caribe para matar a más enemigos con presión.

#### El avanzar de la profesión
| Nivel: | Artículo de Requisito: | Título Promovido: | Premio de Promoción:                |
| ------ | ---------------------- | ----------------- | ----------------------------------- |
| 15     | Ninguno                | pirata aprendiz   | Habilidad xp                        |
| 40     | Ninguno                | pirata            | Estoque Lv40                        |
| 70     | Esmeralda              | Pirata elite      | Armadura Ligero normal              |
| 100    | Meteorito              | pirata de oro     | Gema de ArcoIris normal             |
| 110    | Caja de luna           | Pirata Santo      | Arma de Calidad Superior con Sócalo |

### Genio Aire
Es una profesión con alto alcance de rango con sus habilidades excelentes en combate cuerpo a cuerpo o distancia como los Arqueros.
Se distinguen por sus armas, equipados con 2 Abanicos enormes entre sus manos y su diseño exclusivo

## Habilidades de batalla
Solo ciertas clases tienen acceso a ciertas habilidades:
-Habilidades de combate- estas influyen directamente al daño del enemigo o para ayudar al personaje objetivo.
-Habilidades de atributo- estas cambian los atributos de los personajes de algún modo, como incrementar el ataque.
Las habilidades mencionadas utilizan Maná, XP o Stamina. Las habilidades de combate de cada clase son diferentes.

## Avatar
Como en otros MMORPG, los jugadores pueden personalizar la apariencia de su personaje. El jugador debe elegir: sexo, nombre, pelo(estilo/color) y cuerpo(grande/pequeño). También, dependiendo de la clase del personaje elegido, sus armaduras y equipo son diferentes de otras clases.
Algunos objetos, sin embargo son comunes para todas las clases.

## Armas
Hay dos tipos de armas: a 1 mano y 2 manos. En las armas de 1 mano se incluyen porras, dagas, ganchos, katanas, martillos, hachas, cuchillos, espadas y látigos; 2 manos incluyen hachas largas,  espadas, lanzas, segur, mazo y halberg. Cada uno tiene sus ventajas y desventajas. La selección de arma para taoísta, ninja y arquero es limitada. Taoísta solo pueden usar tizonas y armas de nivel bajo (la excepción es cuando son renacido, que si pueden usarlas).Arqueros solo pueden usar arcos y armas de nivel bajo, los ninjas pueden usar katanas y armas de nivel bajo,  mientras que guerreros y troyanos pueden usar todas las armas con excepción de tizona, arco y katana. Después de ser 115, el requisito para subir el a 120(solo te piden 1 db para subir de 115 a 120, pero de 120 para arriba será 1 db por cada nivel o sea 121,122...130)

## Subir el arma de nivel
Aunque el color de la armadura puede cambiar, solo hay un tipo de armadura por nivel y clase. Después del primer y segundo renacimiento, y siendo más de 70 pueden usar todos los objetos de menos de nivel 70 aunque no sean de su clase.
El equipamiento tiene diferentes calidades (normal, refinado, único, elite y superior). Los objetos para ser subidos de calidad se han de usar (8 volas de Dragon por cada calidad subida), o meteorito en el caso de nivel bajo. Cuanta mejor calidad del los objetos, mayor número de meteoritos son necesarios para poder subir de nivel el objeto.
Cada objeto puede tener sócalos en ellos, para ponerles gemas y potenciar alguna característica. Las gemas pueden ser conseguidas en la mina o matando monstruos. Hay 8 tipos diferentes de gemas: dragón, fénix, arcoíris, unicornio, furia, tortoiseGem, luna y violeta. También, estas gemas (todas excepto la tortoiseGem) son necesarias para renacer. Por último son utilizadas para encantar HP en el equipo y así conseguir vida adicional.

## Economía
Conquista tiene un mercado de cambio en el que la inflación de los precios puede cambiar. Cuando los jugadores suben de nivel, los precios de las cosas de nivel bajo comienzan a descender. Sin embargo los meteoritos y db están en constante demanda y tiene precios muy variantes. Conquista tiene un mercado gratuito que permite la compra/venta en un mapa no PK.
Una nueva economía ha surgido en Conquista con los cp “conquista points”. Cada db equivale a 215 de estos puntos y deben ser usados para conseguir nuevos objetos en conquista.

### Paquete de Regalo especial
El paquete de regalo especial fue introducido en la fecha de la creación del ninja. Pero desapareció por un tiempo (3 meses después de la aparición de la profesión mencionada.) actualmente cualquier profesión cuenta con el nuevo paquete de promoción que incluye equipamiento superior desde el nivel 50 . así como gemas. dinero. Expball y todo un set superior al llegar hasta el 120